# عراق المنشية
عراق المنشية هي قرية فلسطينية مهجَّرة كانت تابعة لقضاء المجدل-عسقلان «حسب الوثائق الانتدابية الإنجليزية»، وتبعد عن مدينة غزة حوالي 32 كيلومتراً إلى الشمال الشرقي. وتضاريس عراق المنشية هي عبارة عن مجموعة من التلال المتموجة، بالإضافة إلى اختراق هذه التلال عدداً من الوديان ومن أشهرها وادي فتالة وهو أحد الروافد الرئيسية لوادي المحور القادم من الفالوجة. تميل الأراضي في عراق المنشية إلى الارتفاع كلما اتجهنا نحو الشرق باتجاه أراضي قضاء الخليل وتميل إلى الانخفاض والاستواء كلما اتجهنا نحو الغرب وتصبح ساحلية بمعنى الكلمة لأنها تكون على الأطراف الشرقية للسهل الساحلي الفلسطيني، وترتفع 125 م عن سطح البحر، بلغت مساحة أراضيها 17,901 كم مربع، ويحيط بها من الشمال قرية زيتا قضاء الخليل ومن الغرب قرية الفالوجة ومن الجنوب فطاطة وأراضي عشيرة الوحيدات الجبارات في قضاء بير السبع ومن الشرق بيت جبرين قضاء الخليل، وتعد قرية عراق المنشية من أواخر القرى التي سقطت بيد العصابات الصهيونية بعد عام كامل من عام النكبة وظلت صامدة حتى شهر آذار/مارس من عام 1949 تحت القصف والدمار بفضل المتطوعين من القرية والجيش المصري والمتطوعين السودانيين، حيث قامت العصابات الصهيونية المسلحة بعد اتفاقية رودس بهدم القرية وتشريد أهلها البالغ عددهم عام 1949 حوالي 2332 نسمة، وعلى أنقاضها أقام الصهاينة مستعمرة كريات جات التي تعد أضخم مدن الاحتلال الصناعية في هذه الأيام.

## التسمية
تقول الرواية الشفوية بالإجماع إننا ورثنا هذا الاسم عراق المنشية عن الآباء والأجداد وأن عراق المنشية مكون من مقطعين الأول عراق وهذا اسم قديم والثاني المنشية فهو محدث وكان يطلق عليها اسم عراق في سنة 1596.
أما أهل اللغة فقد عرفوا كلمة عراق أنها تطلق على المناطق القريبة من شط البحر أو شط النهر وكذلك سفح أو جرف الجبل أو التل أو الجبل الصغير أما أهل فلسطين فيطلقون كلمة عراق على المنطقة الصخرية الظاهرة بين الحقول والبساتين وأحياناً تكون ملساء وكلمة المنشية اصطلاح معروف يطلق على المنشأ الجديد أو موقع هام في القرية أو المدينة وأكثر من منطقة أحدثت في فلسطين أطلق عليها اسم المنشية مثل منشية يافا وعكا وصفد والناصرة وجنين أما قرى فلسطين والتي تبدأ بكلمة عراق هي: عراق المنشية وعراق سويدان وعراق التايه وعراق الشباب.
أما الوثائق العثمانية تفيد أنه في القرن السادس عشر الميلادي كان في سنجق غزة ثلاث قرى اسمها عراق وهي:
1. عراق حالا: وهي ضمن أراضي المنشية اليوم.
2. عراق الهتيم (حاتم): وهي ضمن أراضي المنشية اليوم.
3. عراق: ويطلق عليها اليوم عراق سويدان.

وبناء على الوثائق العثمانية والخرائط القديمة واستشارة المؤرخ الدكتور كمال عبد الفتاح تبين لنا أن قرية عراق الهتيم وقرية عراق حالا هما متلاصقتان، وتقريباً في نهاية القرن الثامن عشر الميلادي توحدت القريتان وأطلق عليهما اسم قرية عراق المنشية.

## الموقع
في أواخر القرن التاسع عشر كانت قرية عراق المنشية مبنية بالطوب وتحيط بها الأراضي الزراعية، وكان القرية تأخذ الشكل الدائري.
في موقع فريد تقع عراق المنشية حيث تلتقي ثلاث أقضية فلسطينية حول جسمها وهي قضاء الخليل وقضاء بئر السبع وقضاء غزة. هذا التمازج أكسب القرية ميزة الجمع الفريدة بين بيئة الجبل والساحل متمثلة في جبال الخليل وسهول الساحل الغربي الفلسطيني وصحراء النقب، وتقع القرية على بعد (32)كيلو متراً من مدينة غزة، وتبعد عن مدينة يافا المحتلة (تل ابيب) ما يقارب (56) كيلو متراً و (43) كيلومتراً من بئر السبع و (68) كم من مدينة القدس، ترتفع (125) متراً عن سطح البحر وهي إلى الشمال الشرقي منه.
وقد اكتسب موقع عراق المنشية أهمية لوقوعها على الطريق الموصل بين الخليل وغزة وكذلك لوقوعها على مفترق طرق وهي طريق بئر السبع المتجهة جنوباً وطريق الفالوجة المتجهة غرباً، وطريق الخليل المتجهة شرقاً ومن ثم إلى الطريق الشمالي المؤدي إلى أسدود.
وكذلك اكتسبت أهمية لمرور خط سكة الحديد من أراضيها والذي كان يربط بئر السبع بشمال البلاد الفلسطينية.

## التاريخ

### الكنعانيون
كانت فلسطين آهلة بالسكان في عصور ما قبل التاريخ، وقد تعرضت في أواخر الألف الرابع وأوائل الألف الثالث قبل الميلاد لموجات عربية سامية كبيرة وهي الموجة المعروفة باسم (الأمورية. الكنعانية) والتي تعاظم أمرها قبل عام 2500 قبل الميلاد، نزل الأموريون داخل بلاد الشام وجنوبها واستوطن الكنعانيون ساحلها وجنوبها الغربي.
وقد كانت لهم حضارة معروفة ومشهود لها وعليه فإن الكنعانيين دخلوا بلادنا وهم متقدمين في المدينة فأخذوا يتابعون نشاطهم ويمارسون حضارتهم على نطاق واسع في وطنهم الجديد وقد كان الكنعانيون يقسمون إلى عدة قبائل ومنها:
1. اليبوسيون: وقد دعوا بذلك نسبة إلى «يبوس» جدهم الأعلى وكانت منازلهم في مدينة «يبوس» وحولها، ويبوس اسم القدس العربي الكنعاني.
2. الحويون: وكانت منازلهم في مدينة نابلس ثم انتشروا في شمال فلسطين حتى جبل الشيخ وجبل لبنان.
3. العمالقة أو «العماليق»: وكانت بلادهم تقع في جنوب فلسطين وفي الأراضي الكائنة إلى الغرب والشمال الغربي من البتراء.
4. الفرزيون: وكانوا يسكنون القرى ولم يسمع لهم اسم بعد القرن الخامس قبل الميلاد.
5. العناقيون: وهو الفرع من الكنعانيين الذين ينسب إليهم أهالي «جت» عراق المنشية، كانت منازل العناقيون تمتد من جنوبي الخليل إلى القدي ونزل بعضهم الساحل فأقاموا في «جت» وينسب إليهم بناء أسدود ونذكر من العناقيين «أربع» ويعتبر أعظم رجل ظهر في قومه، وهو باني ومؤسس مدينة الخليل ونسبة إليه دعيت يومئذ (قرية أربع) بمعنى مدينة أربع.

### بيليست
شعوب البحر، فهم: بيليست (peleset)، أو بلستي، الذين ذكروا في العهد القديم باسم الفلسطينيين: وهم قوم أتوا من جزيرة كريت، فسكنوا غزّة وجوارها، وتوالت هجراتهم من كريت إلى فلسطين، حيث امتلكوا الساحل الفلسطيني حتى جبل الكرمل، ووصلوا شرقاً إلى رؤوس الجبال الشرقية في فلسطين. ويضيف مصطفى مراد الدبّاغ، أنّه كانت مدن الفلسطينيين المهمّة، خمسة مدن، هي: غزّة، وعسقلان وأسدود وعقرون، وجت (عراق المنشية)، كذلك مدينة يبنة شمالي أسدود. وكان حاكم المدينة، يلقب بلقب سيرين (Seren)، كذلك مدينة اللُّد، ومدينة صقلاغ التي كانت تقوم في تل خويلفة على بعد 25 كم، شمال شرق بئر السبع. ويُعتقد أنهم، أي الفلسطينيين، هم من علّم الفينيقيين، مجموعة من الخبرات البحرية، وللفلسطينيين أثر كبير في المدنيّة الكنعانية، حيث كانوا يتقنون صناعة الحديد، وأقدم الآثار الحديدية، عُثر عليها في تلّ الفارعة، وتل جمّة، ومجدّو. ومن أبطال الفلسطينيين، جوليات (Goliath)، الذي ولد في جت «عراق المنشية»، وأخيش (Achich)، هو ملك جت «عراق المنشية».

### العصور القديمة
عراق المنشية (هي مدينة جت الكنعانية) جاء في موسوعة بلادنا فلسطين للمؤرخ الفلسطيني مصطفى مراد الدباغ، في الجزء الثامن بالديار الغزية صفحة 230 فقرة صغيرة نذكرها حرفياً وهي: (وقريتنا هذه تقوم على البقعة التي كانت بلدة «جت» الكنعانية، سكنها في بادئ أمرها «العناقيون» ولما نزل الفلسطينيون، الأتون من كريت، هذه الناحية من بلادنا كانت «جت» إحدى مدنهم الخمس العظيمة وهي جت وغزة وعاقر وأسدود وعسقلان، وقد ولد فيها «جالوت.جليات» الجبار الفلسطيني).
وقد دارت على هذه البلدة نكبات من الزمن فقد هدمها اليهود في عهد ملكهم «عزيا» في القرن التاسع قبل لميلاد وضربوها ضربة قاضية.
والظاهر أنها في أوائل العهد المسيحي عادت للظهور ولكنها قرية متواضعة حملت اسمها القديم: جت، ولم يدم ذلك طويلاً إذ لم نسمع لها اسماً في عهد الفتوح العربية والإسلامية ولا في أيام الحروب الصليبية.
وفي عام 2012 م عثر على كنز في عراق المنشية يعود للعهد البيزنطي، حيث يحتوي الكنز على قطع نقدية، ومجوهرات نادرة، وخواتم مرصعة بالأحجار الكريمة من الفترة البيزنطية. وقال إميل الجم الباحث الإسرائيلي المسؤول عن الحفريات الخاصة بالتنقيب عن الآثار: يعود الكنز لفترة القيصر نيرون «حارق روما» والقيصر فتريانوس، حيث حكما في الفترة 54 - 117 بعد الميلاد.وأضاف: تحمل القطع النقدية الذهبية صور القيصرين كما كان مألوفا في بيوت صك العملة وقتها ولجانبها رموز إخوة المقاتلين وآلهة اليونان.

### القرية في القرن السادس عشر
قلنا أن الوثائق العثمانية تشير أن عراق الهيتم (حاتم) وعراق حالا هما قريتان متلاصقتان وتوحدتا مع خرب أخرى وأطلق عليها قرية عراق المنشية واعتقد أيضاً بوجود أكثر من قرية أو خربة ضمت إلى عراق المنشية مثل خربة الجديدة والتي هي اليوم إحدى خرب عراق المنشية وكانت في القرن السادس عشر لها وجود ومن القرى المشهورة.
وللأهمية أن عدد أرباب الأسر الدافعة لضريبة الزراعة عام 1596 م - 1597 م لقرى عراق حالا وعراق الهيتم (حاتم) وخربة الجديدة وهم اليوم ضمن اسم قرية عراق المنشية وذلك من كتاب جغرافية فلسطين وشمال الأردن وجنوب سوريا للمؤلف الكبير الدكتور كمال عبد الفتاح وزميله هيتروت:
1. عراق حالا: عدد أرباب الأسر الدافعة للضريبة سبعة وقيمة الضريبة (25%) ومجموع الضريبة (1100) أقجة (الأقجة عملة عثمانية كانت مع بداية العهد العثماني لها قيمتها ومصنوعة من الفضة) وهذه الضريبة تدفع على الحنطة والشعير وبقية الحبوب وكذلك أشجار العنب والفواكة وضريبة الماعز ورسوم الزواج.
2. عراق الهتيم (حاتم) عدد أرباب الأسر الدافعة لضريبة الزراعة (11) وقيمة الضريبة (25%) ومجموع الكلي للضريبة (1200) أقجة وهي ضريبة الحنطة والشعير والماعز.
3. خربة الجديدة: كان عدد أرباب الأسر الدافعة لضريبة الزراعة فيها (12) وقيمة الضريبة (33.3%) والمجموع الكلي للضريبة (8676) أقجة، كانت تدفع على الحنطة والشعير والسميم وبقية الحبوب وأشجار العنب مع المقائي والحدائق والبساتين وضريبة الماعز ورسوم الزواج.

### الدولة العثمانية
في سنة 1596, كانت عراق المنشية قرية في ناحية غزة (لواء غزة)، وفيها 61 نسمة. وكانت تدفع الضرائب على عدد من الغلال كالقمح والشعير، بالإضافة إلى عناصر أخرى من الإنتاج كالماعز وخلايا النحل.
من المعروف أن قضاء غزة في نهاية الحكم العثماني قسم إلى مركز وناحيتين وكان المركز مدينة غزة ويتبعه (15) قرية والنواحي هي: خان يونس والمجدل، وقرية عراق المنشية كانت تتبع ناحية المجدل مع (18) قرية وهي:
الفالوجة، كرتيا، حليقات، حتا، صميل، جسير، بعلين، عراق المنشية، تل الترمس، ذنبة (إذنبة)، التينة، ياصور، المسمية الكبيرة، المسمية الصغيرة، قسطينة، الجلدية، بيار تعبيا.
في أواخر العهد العثماني تأسست محطة للسكك الحديدية بالقرب من القرية، ومع ذلك، تم تدمير هذه المحطة في الحرب العالمية الأولى

### الانتداب البريطاني
وكأي قرية فلسطينية ومدينة شاركت عراق المنشية واهلها بدورهم الطبيعي ضد قوات الانتداب الإنجليزية والعصابات الصهيونية المموله منهم لطرد سكانها الاصليين من بلادهم، حيث كان في القرية ما بين الاعوام 1936 -1939 م كان فصيل ثوري نسق نشاطه مع قائدي منطقة الخليل عيسى البطاط وبعده عبد الحليم الجولاني.
كانت عراق المنشية في الأراضي المخصصة للدولة العربية بموجب قرار التقسيم للأمم المتحدة عام 1947.

### النكبة

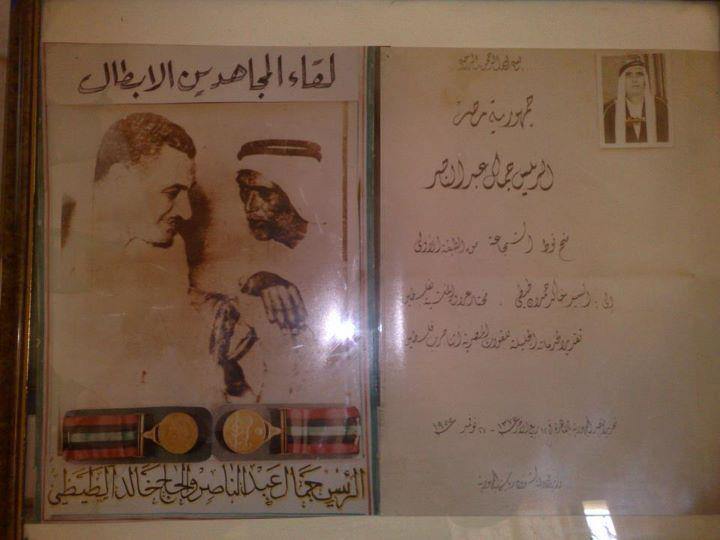
صورة للرئيس جمال عبد الناصر مع مختار عراق المنشية الحاج خالد حمدان الطيطي

جرت اتفاقية بين مصر وإسرائيل برعاية دولية على أن يبقى أهل قرية عراق المنشية وقرية الفالوجة عليها وقد شهد على ذلك عدة اطراف دولية ولكن العصابات الصهيونية سرعان ما نبذ هذه الاتفاقية وقامت المنظمات الصهيونية المسلحة بهدم القرية وتشريد اهلها، وكان ذلك في 24/2/1949 وهنالك جدال قانوني دولي.
في يوم 26/2/1949 م دخلت القوات الصهيونية إلى القرية بعدما كانوا قد أخلوا الفالوجة تماماً من سكانها وأجبروهم على الهجرة، وقتلت بعض الشباب لإجبار السكان على الخروج حيث تم ترحيل السكان إلى مخيم العروب شمال الخليل.
أقيم كيبوتس يدعى غان (130115) في سنة 1941 على أراض كانت تابعة تقليديا للقرية، كما استولى هذا الكيبوتس في سنة 1949 على مزيد من الأراضي بعد طرد السكان. وبعد ذلك التاريخ بخمس سنوات، أي في سنة 1954 أنشئت بلدة كريات غات على أراضي القرية، وأقيمت أيضا مستعمرة سدي موشيه في سنة 1956 على أراضي القرية إلى الشرق من موقعها.

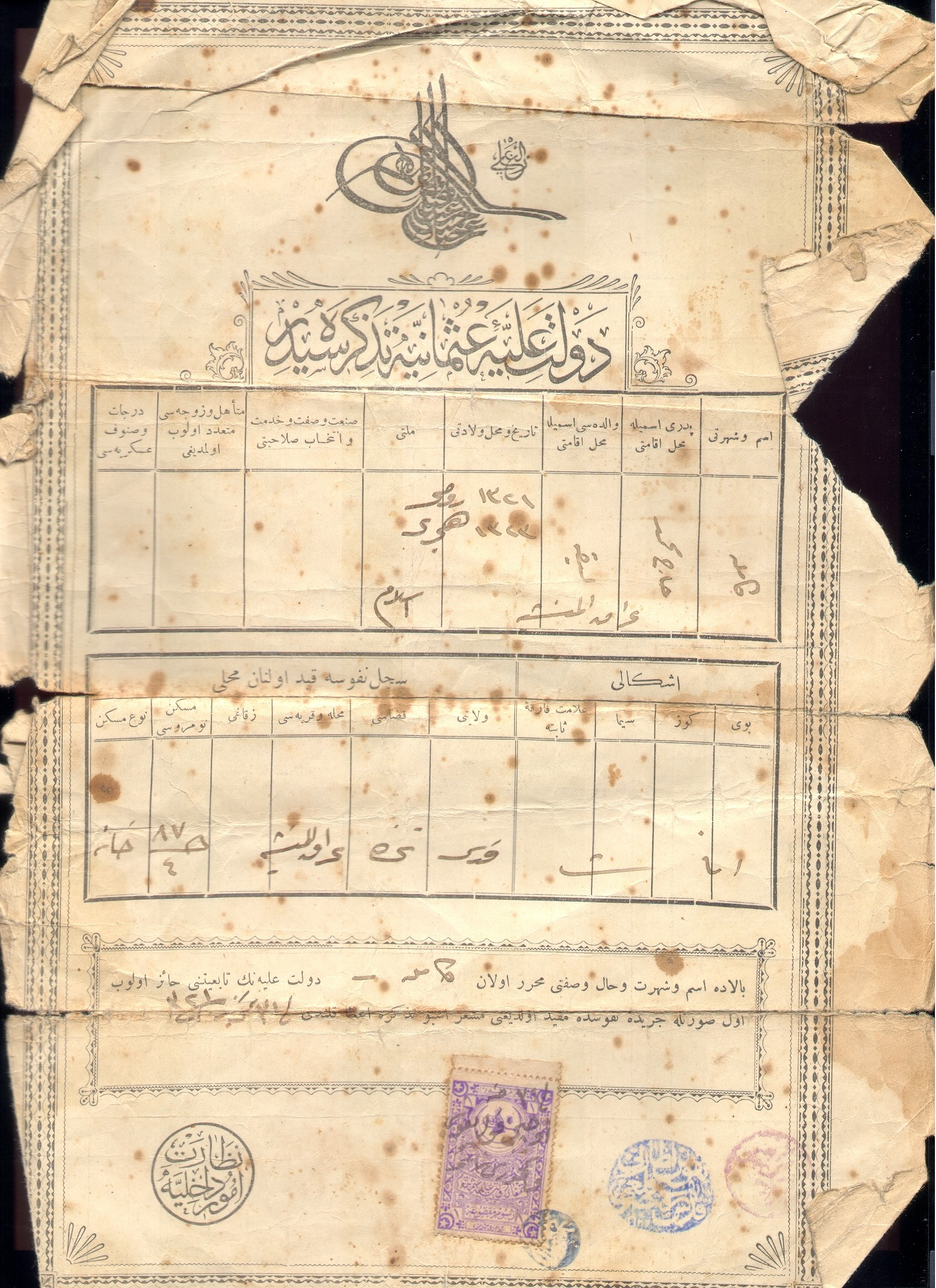
طابو ارض قديم لأراضي قرية عراق المنشية من فترة الدولة العثمانية.

## الجغرافيا
حسب خريطة فلسطين ووثائق الانتداب البريطاني عام 1945 فإن مساحة عراق المنشية (17901) دونم، ويحدها من الشمال قرية زيتا قضاء الخليل ومن الغرب قرية الفالوجة ومن الجنوب فطاطة وأراضي عشيرة الوحيدات الجبارات في قضاء بئر السبع ومن الشرق بيت جبرين قضاء الخليل.
تقع إلى الشمال الشرقي من مدينة غزة وعلى بعد 32 كم منها، وترتفع 125 م عن سطح البحر، إلى الغرب من بيت جبرين، وعلى بعد 15 كم تقريبا، جنوب شرق الفالوجة. اسمها أي (عراق) (جمع عرق، ومعناه الجبل الصغير), يشير إلى موقعها أما الجزء الثاني، أي (المنشية) فقد أضاف السكان إلى الاسم لتمييز قريتهم من قرية مجاورة رحلوا عنها، وتدعي أيضا عراق.
جاء في كتاب ملكية الأراضي في متصرفية القدس 1858 م - 1918 م للمؤرخ الدكتور أمين مسعود أبو بكر أن بيوت قرية عراق المنشية عام 1871 م (114) بيت معمور، وفي عام 1905 م حسب الوثائق العثمانية (126) بيت معمور وفي عام 1931 م أصبحت البيوت المعمورة (299) بيت وقبل تهجيرهم في الأول من آذار عام 1949 م كانت البيوت المعمورة في القرية (517) بيت.

### التضاريس
لالتقاء أقدم سلسلة جبال الضفة الغربية وبالتحديد أقدم جبال الخليل مع الأطراف الشرقية للسهل الساحلي الفلسطيني مع الأطراف الشمالية للنقب الشمالي شكل هذا الوضع مجموعات من التلال المتموجة ولذلك فإن تضاريس عراق المنشية هي عبارة عن مجموعة من التلال المتموجة ويعد تل العريني أشهرها، بالإضافة إلى اختراق هذه التلال عدداً من الوديان ومن أشهرها وادي فتالة وهو أحد الروافد الرئيسية لوادي المحور القادم من الفالوجة وتميل الأراضي في عراق المنشية إلى الارتفاع كلما أتجهنا نحو الشرق باتجاه أراضي قضاء الخليل وتميل إلى الانخفاض والاستواء كلما اتجهنا نحو الغرب وتصبح ساحلية بمعنى الكلمة لأنها تكون على الأطراف الشرقية للسهل الساحلي الفلسطيني.

### المناخ
بسبب وقوع قرية عراق المنشية في الوسط الغربي لفلسطين ولوقوعها على الأطراف الشرقية للسهل الساحلي الفلسطيني، فإن مناخها حار نسبياً في الصيف مع قليل من الرطوبة، وماطر معتدل شتاءً، وتمتاز بأمطار غزيرة دافئة نسبياً بسبب الرياح الجنوبية الغربية التي تهب من البحر الأبيض المتوسط الحاملة للرطوبة والماء وعند اصطدامها بالأرض فإنها تتمدد وترتفع وتبرد وتتكاثف قطرات الماء فتتساقط أمطاراً غزيرة ويتميز الشتاء بشكل عام بالدفء، فقد تتساقط حبات البرد بالرغم من دفء الجو في ذلك البلد شتاءً.
وأن كمية الأمطار التي تسقط تكون كافية لنمو كافة أنواع المزروعات وبخاصة الأشجار المثمرة مثل اللوز والعنب والتين والمشمش والزيتون وغيرها وكذلك القمح والشعير وكافة أنواع الحبوب والبقوليات بالإضافة إلى السمسم.

### استخدام الأراضي عام 1945
| نوعية المساحة المستخدمة  | فلسطيني (دونم) | يهودي (دونم) |
| ------------------------ | -------------- | ------------ |
| مزروعة بالبساتين المروية | 53             | 0            |
| مزروعة بالحبوب           | 13,463         | 3,433        |
| مبنية                    | 169            | 35           |
| صالح للزراعة             | 13,516         | 3,433        |
| بور                      | 748            | 0            |

## الزراعة
أراضي القرية سهلية وتربتها طينية صالحة للزراعة ولذلك فهي صالحة للزراعة التي كانت تعتمد على مياه الأمطار. وكان السكان يعملون على الأغلب في الزراعة فيزرعون الحبوب والعنب والكثير من أصناف الأشجار المثمرة (مثل الزيتون واللوز) وبيارات الحمضيات، وكانت الزراعة بعلية في معظمها ولا سيما على طول خط تماس السهل بالسفوح الغربية.
1. نماذج الزراعة في القرية : القمح والشعير والحبوب بشكل عام والعنب وأصناف الأشجار المثمرة مثل الزيتون واللوز.
2. الإنتاجات أخرى مثل الماعز وخلايا النحل.
3. كان الماعز والضأن يوفران لسكانها المواد اللازمة (الصوف والغزل) لحياكة البسط، وكان سكان القرية يصبغون بسطهم في الفالوجة.

تقع القرية ضمن السهول الداخلية وهي المناطق شبه الرطبة وتسود فيها التربة الرسوبية، وتنتشر هذه التربة في السهول الداخلية والأشرطة المحيطة بهوامش الشفا وتتكون من الطمي ويميل لونها إلى البني وتتصف بالعمق والقوام الناعم الطفلي وهي ذات جودة وإنتاج عاليين حيث تتجدد قوتها وطاقتها الإنتاجية.
بتجدد عناصرها والمواد المكونة لها، وذلك نتيجة نقل السيول والأمطار للمياه الجارية للمواد الرسوبية الناعمة من المرتفعات المحيطة، أو المطلة على السهول والمدخنات كل سنة.

### المساجد والمقامات
كان هناك في العهد العثماني مسجد واحد في عراق المنشية ولا يعرف متى تم بناؤه وقد وسع على عدة مراحل.
وبني مسجد جديد في القرية كان يعتبر من أجمل مساجد المنطقة وأوسعها وهذا الجامع هو ملحق بزاوية للمتصوفين وقد أشترك في إنشاؤه المجلس الإسلامي الأعلى واتباع الشيخ خير الدين الشريف والشيخ حسن القواسمي وهم من مشايخ الطرق الصوفية في المنطقة.
وفي عراق المنشية عدد من المقامات مثل مقام أبي الدرداء ومقام الشيخ أحمد العريني بالإضافة إلى مقامات الأربعين الذين شاركوا مع عمرو بن العاص في الفتوحات الإسلامية ضد الروم.
مقام الشيخ أحمد العريني
مقام الشيخ أحمد العريني موجود على قمة التل الذي سمي باسمه ويرتفع ما قارب 32 م وكان الضريح يتألف من الجدران المكشوفة المصنوعة من كتل حجرية، ويقع المدخل في منتصف الجدار الشمالي، فوق المدخل كان الرخام في حين كان على جانب الباب النقوش وعلى الجدار الجنوبي كان المحراب المقعر العميق.
مقام الشيخ أبو سل
احد الاولياء الصالحين والذي كان وقتها الناس تتقرب اليه بالعطايا والهدايا وكان موقعه في متنصف القرية بجانب المسجد.

### الخرب الأثرية
تتبع هذه القرية بعض الخرب ومن أهمها :
1. خربة الفرط: قد تكون (الفرت) من (فرتا) السريانية بمعنى الخصب والأثمار والخربة تقع على الحدود بين قضائي غزة وبئر السبع، وتحتوي على صهاريج وأرضية مرصوفة بالفسيفساء وحجارة ساقطة وطريق قديمة ومعصرة زيتون وبركة متهدمة.
2. قرية أم الكلخة: تقع بين قضائي غزة والخليل على أساس شقف فخار.
3. خربة البرجالية: لعل كلمة البرجالية من البرج وهي كلمة يونانية بمعنى مكان عال مشرف للمراقبة، وتعرف هذه الخربة باسم خربة (الوحيدي) وتحتوي على بئر، مبنية وصهاريج مهدمة وأكوام فخار.
4. خربة الجديدة: وتقع في الجنوب الغربي من عراق المنشية، وتحتوي على صهاريج وحجارة مبعثرة وشقف فخار.
5. خربة أولاد سلامة: تقع في شرقي البلد حيث يختلط السهل بالجبل.

## السكان
الشعب الفلسطيني هو شعب عربي يعيش أو كان يعيش في فلسطين التاريخية بشكل طبيعي قبل بدء الهجرات الصهيونية الحديثة، وجميع نسله من بعده. وهو جزءٌ ممن يُطلق عليهم تسمية «شوام»، حيث تشكل فلسطين الجزء الجنوبي من بلاد الشام. أكثر من نصفهم بقليل يعيش كلاجئ خارج حدود فلسطين التاريخية، أما الجزء الآخر فهم يعيشون داخل حدودها، ولكن ليس بالضرورة في بلداتهم الأصلية، فنسبة كبيرة منهم أيضاً لاجئون.

هاجر العديد من السكان إلى مخيم العروب التحق قسم كبير منهم بمخيم الفوار في بداية الخمسينات ومنهم من انتقل إلى الضفة الشرقية حيث استقر قسم كبير منهم في مخيمات الأردن وتحديداً مخيمات اربد وحوله، وبعد نكسة حزيران عام 1967 م نزح قسم كبير منهم من مخيمي العروب والفوار إلى الضفة الشرقية واستقروا في مخيمات أقيمت في الأردن خصيصاً لأستيعاب الأعداد الهائلة من النازحين.

### التعداد السكاني
كان عدد أهالي عراق المنشية قبل تهجيرهم من قريتهم عام النكبة (2332) نسمة موزعين إلى العائلات التالية:
| السنة                        | نسمة              |
| ---------------------------- | ----------------- |
| 1596                         | 61                |
| 1922                         | 1,132             |
| 1931                         | 1,347             |
| 1945                         | 2,220 (210 يهودي) |
| 1948                         | 2,332             |
| تقدير لتعداد الاجئين في 1998 | 14,319            |

## القرية اليوم
يذكر ان العصابات الصهيونية قامت بهدم كل الآثار الموجودة للقرية والبيوت الزرع ولم يبقى منها حتى يومنا هذا الا بعض العلامات للشوارع مع الصبار المتناثر هنا وهناك في القرية المنكوبة.
وغرست غابة الكينا في الموقع وثمة إشارتان بالعبرية والإنكليزية تعرف هذه الغابة بأنها (غابة مرعولين للسلام) ولم يبق من القرية سوى آثار شوارعها مع بعض نبات الصبار المبعثر. ويستغل المزارعون الإسرائيليون قسما من الأراضي المجاورة.

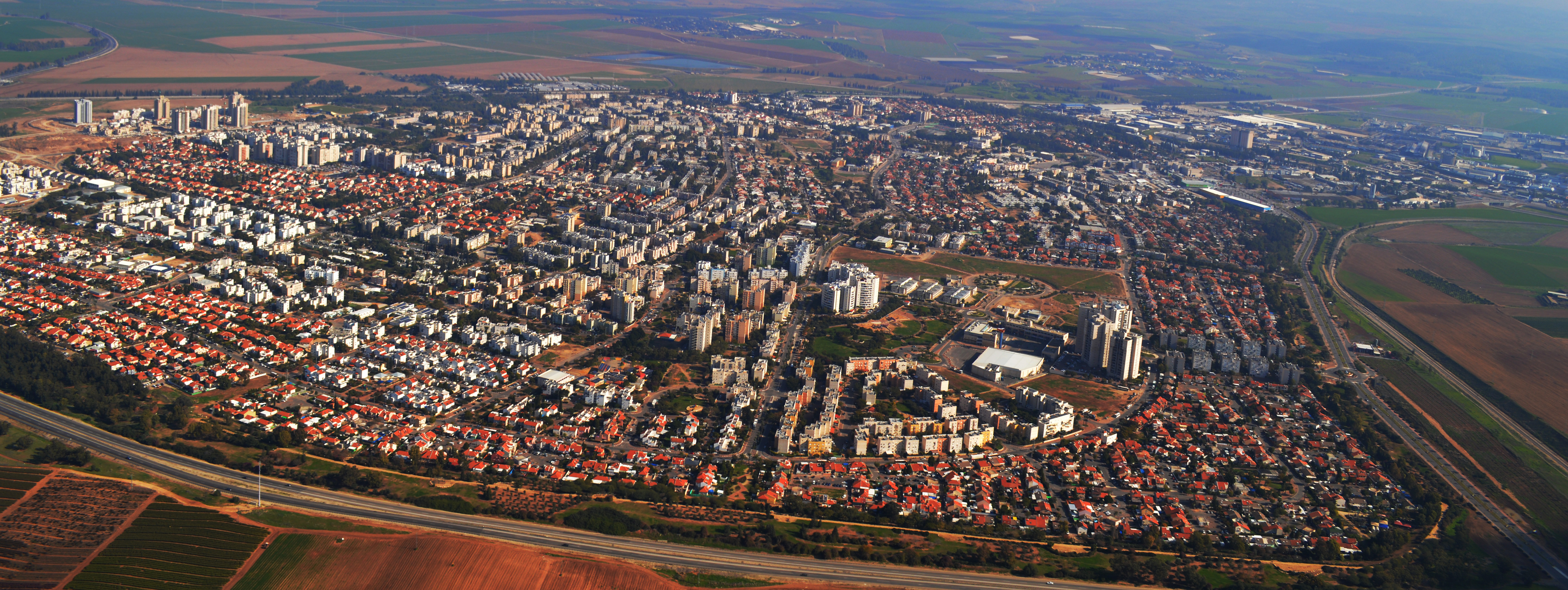
عراق المنشية منظر شامل من الاعلى للقرية المسروقة من قبل العصابات الصهيونية والتي اسموها كريات جات

## وصلات خارجية
- موقع فلسطين في الذاكرة
- The Nakba, Intel, and Kiryat Gat
- BOYCOTT ISRAEL CAMPAIGN
- Intel chip plant located on disputed Israeli land